# Żaroodporność
Żaroodporność – zdolność materiału do przeciwstawienia się korozji gazowej w podwyższonych temperaturach. W celu zwiększenia żaroodporności stali stosuje się dodatki stopowe takie jak chrom, krzem i aluminium.
Żaroodporność stali uzyskuje się przez utworzenie na jej powierzchni zwartej i dobrze przylegającej warstwy tlenków Cr
2O
3, Al
2O
3, SiO
2 utrudniających dyfuzję tlenu do metalu i zabezpieczających przed dalszym niszczeniem.